# 斝

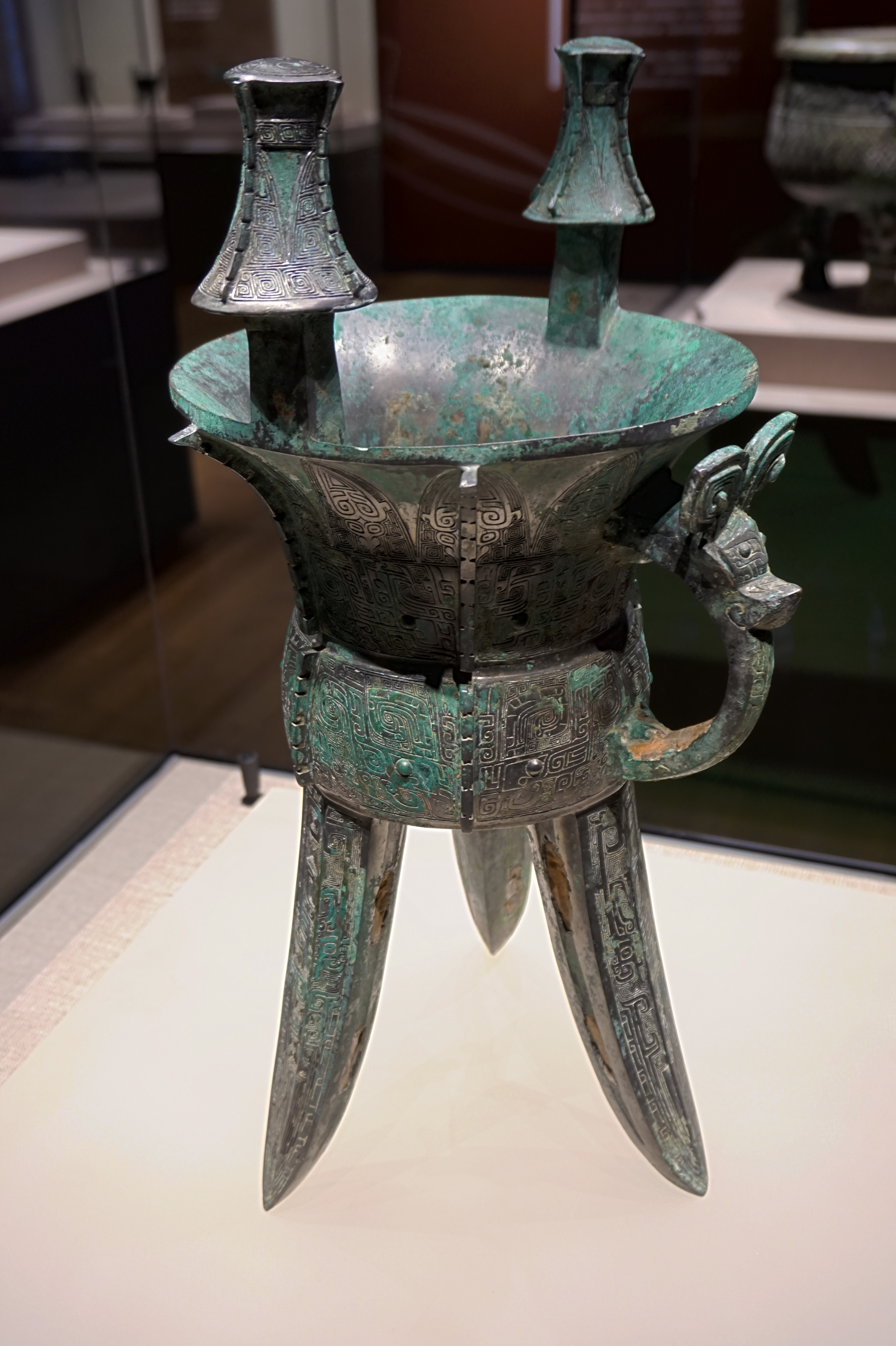
商代晚期饕餮纹斝，中国国家博物馆藏，展出于清华大学艺术博物馆

斝是中国先秦时期的酒器兼礼器。斝外形像酒杯，一般有三只脚，一个把手，圆形口沿上方有两根小柱子，通常由青铜铸造，可能主要用于加热酒水和奠祭。青铜斝流行于商代至西周早期，此后就基本消失。

## 形制
斝的形制与同为青铜酒器的爵类似：有较深的筒状腹；腹的一侧有鋬，即把手；腹的下面一般有三只足（大多中空），其中一只位于鋬下方；口部敞开，口沿上大多立有两根短小的柱。:45
斝与爵的主要不同之处有三点：
- 斝的口部为普通圆形，没有爵的流和尾。[1]:45
- 斝的体形一般要大于爵。[2]:168
- 斝的两柱联线与鋬弓方向垂直，爵的两柱联线与鋬弓方向平行。[3]换言之，从上方俯视，斝的鋬与两柱呈等腰三角形状，鋬为顶点；爵的鋬则在两柱的某一侧。

### 分类
朱凤瀚将斝根据腹底的形制分为三类：平底（或微圆），圆底，腹足不分（类似鬲）。:169-171容庚则将斝根据足的数量分为两类：三足斝，四足斝（又称方斝，横截面为方形或椭方形）。:45、46

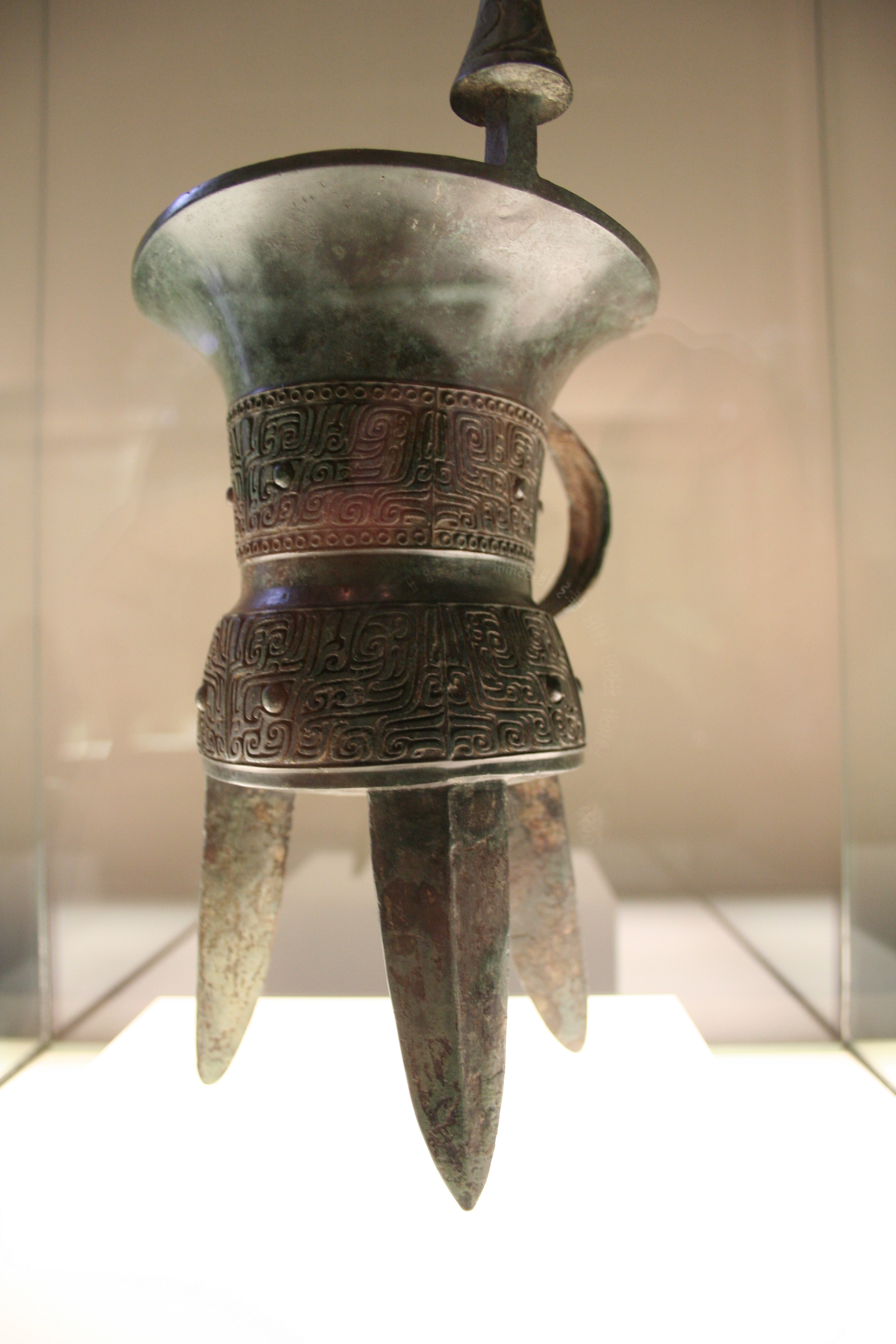
平底斝
塞尔尼希博物馆（法语：Musée Cernuschi）藏
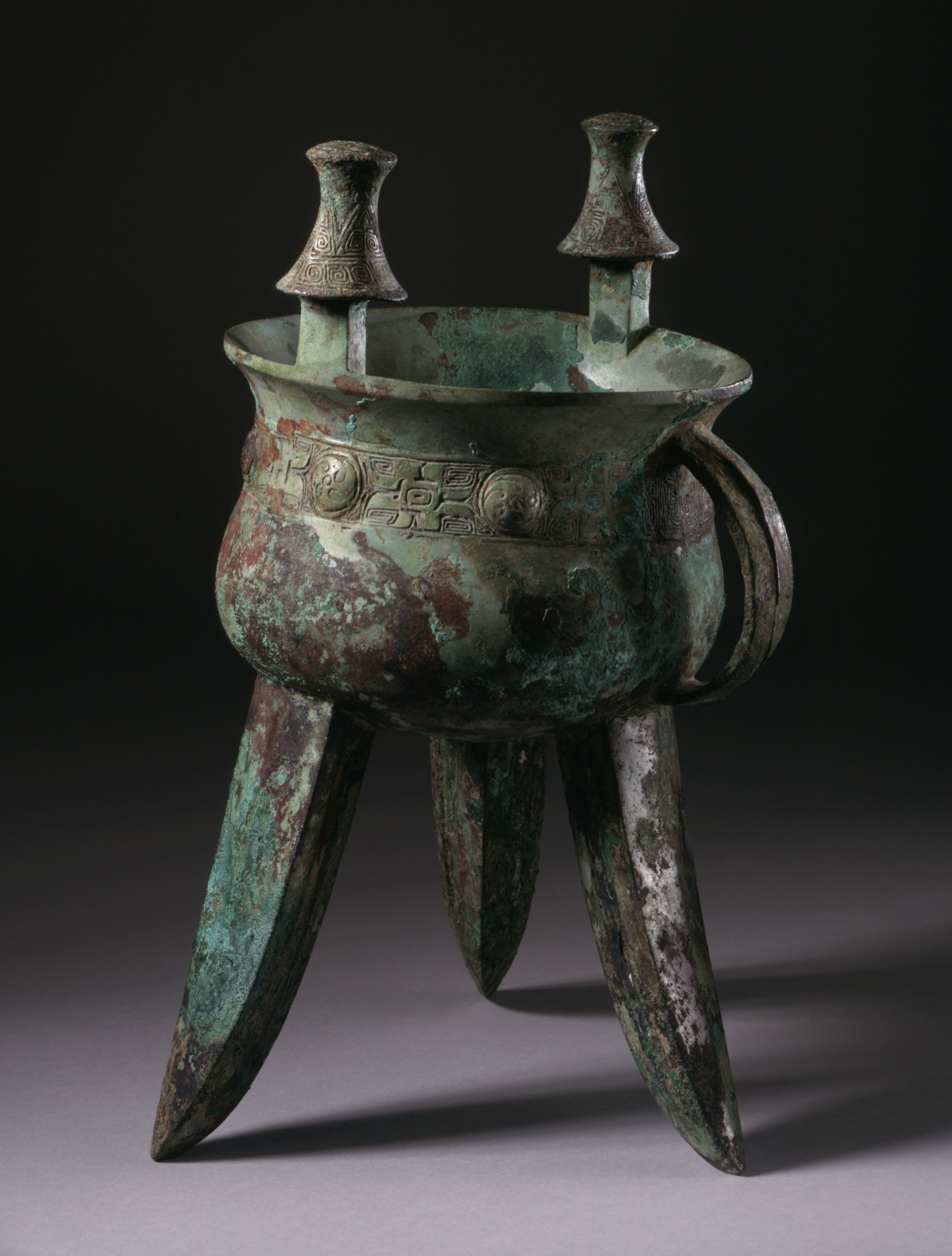
圆底斝 洛杉矶郡艺术博物馆藏
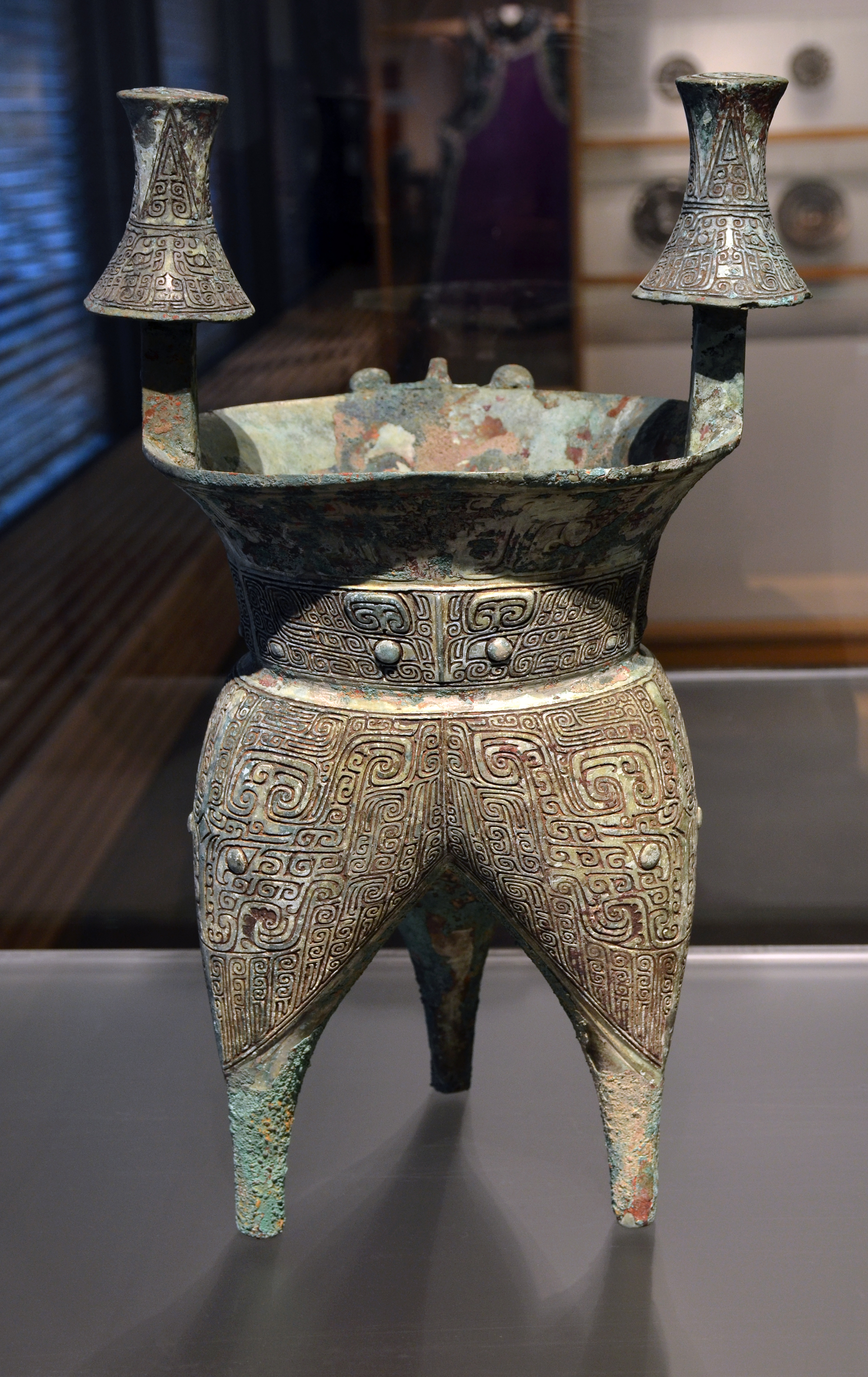
腹足不分斝 科隆东亚艺术博物馆藏
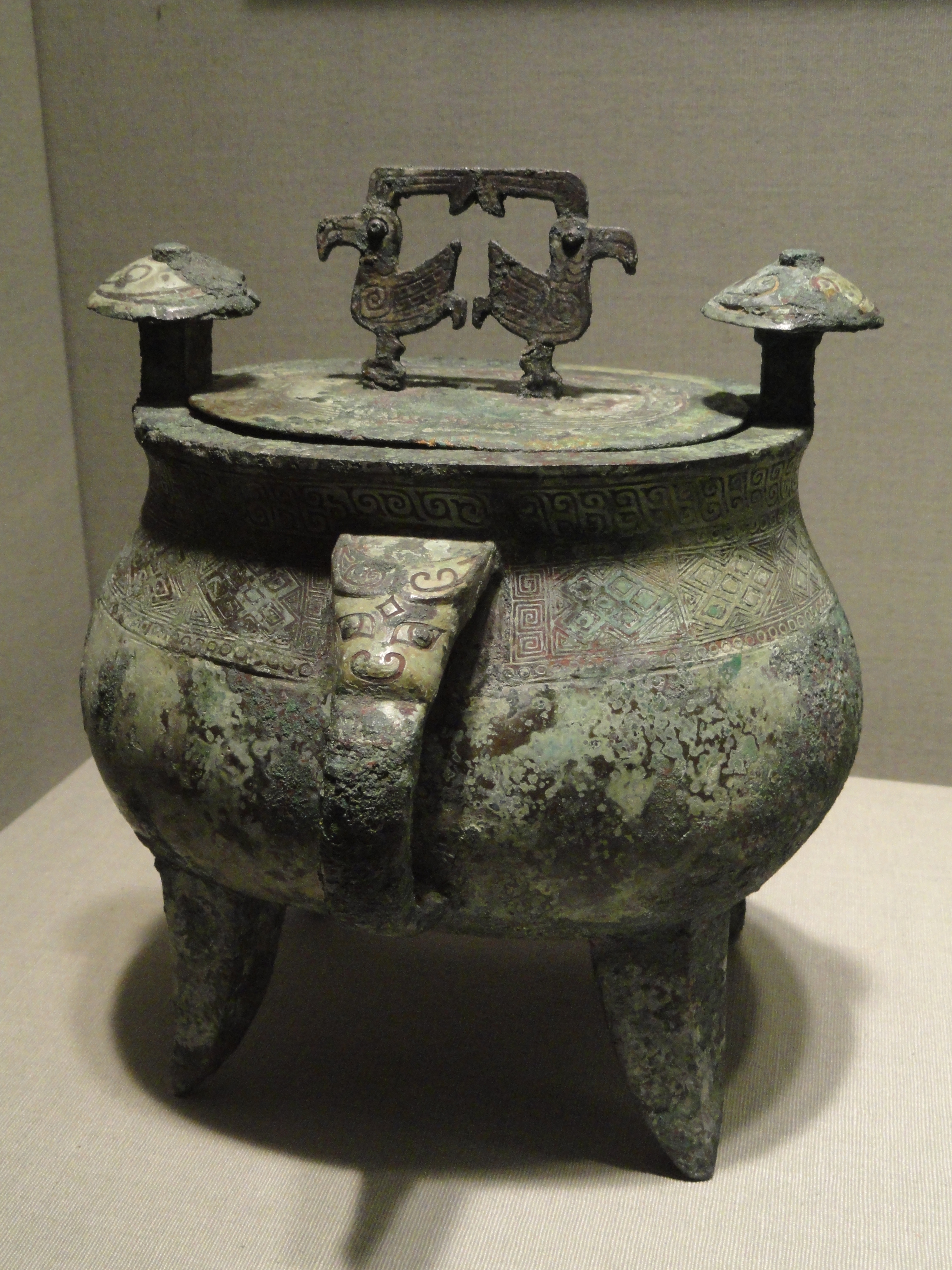
四足斝
圣迭戈艺术博物馆（英语：San Diego Museum of Art）藏

## 历史
李济认为青铜斝是多种陶器和木器糅合的产物，具体源自（1）黑陶时代的鬶，（2）透底、空足、折壁的三足陶，（3）带立柱的木器。也有学者，如苏秉琦，认为陶器时代就已经存在可以称为“斝”的器物。
青铜斝流行于商代至西周早期，此后即消失。:168具体而言，青铜斝出现于商代早期后段，目前经科学考古出土的青铜斝中，时代最早的属于二里头文化四期；商早期后段到中期是青铜斝使用的高峰时期，虽然出土的绝对数量不多，但在出土青铜器、尤其是酒器中所占比重较大；商代后期的青铜斝出土数量多，制作精美，体量硕大，铸造工艺提高，但在出土酒器中所占比重降低；西周早期，青铜斝的数量减少，目前发现的时代最晚的青铜斝制于周昭王时代。:20-21、39-41
商中期以后还出现了模仿青铜斝器形而制的陶斝。:18、19后代也有用金、银、玉等其他材料制作的斝。

## 名称
目前已知的该类器物均未在自身铭文上以任何一个专名自称，只作“尊彝”、“彝”（均为青铜器的泛称）；先秦典籍中记录的“斝”则都没有写明其形制样貌。换句话说，商周有这种三足、一鋬、圆口、两柱的器物，却不知其名称；东周以后典籍中有“斝”这个名称，却不知道指的是哪种器物。直到宋代，金石学著作《宣和博古图录》才第一个用“斝”来称呼这类器物。今天的考古学家大多沿袭这一名称。
殷墟卜辞中有一字写作，古文字学家认为这个字指的就是今天称为“斝”的器物，字形上部为两根柱，中部为口，下部为足。罗振玉首先将这个甲骨文字形跟后世的“斝”字联系了起来；他在《殷虚书契考释》中指出，该字在甲骨文中还有另一个写法，写作，象手持该种器物的样子（甲骨文中的表示手）。这个字讹变后，两部分的写法和相对位置发生了改变，就变成了小篆中的。王国维则补充说，“斝”得声于“假”：斝的体形比爵要大，所以称之为“假”。:68、69
罗振玉还指出，由于甲骨文中字体方向常常倒转，字左右倒转后，容易跟金文中的“散”字相混，所以典籍中表示酒器的“散”字，实际上就是“斝”字；另一个证据是，出土的青铜酒器中只有斝、没有散，而《韩诗》中记录的酒器只有散、没有斝。王国维亦认同这一观点，并补充了多条证据，如《礼记》中跟角同时提及的酒器，一些篇目中称为“散”，另一些则称为“斝”。:69
但也有一些研究者（如朱凤瀚）持论保守，认为我们今天称为“斝”的器物西周早期之后就已消失，因此不能用东周以来的文献作为证据，古文字和今文字“斝”之间的演变、传承关系尚无定论。:168

## 功用
容庚指出斝与爵、角都有三足，且大多中空，因此斝的功用也应该跟爵、角一致，用以温酒。:45出土实物亦证明斝为温酒器。1955年，郑州市白家庄清理了四座商代墓葬，出土的铜斝表面满浮烟熏痕，内部有灰白色水锈。1975年，郑州商城东北部发现一座商代土坑墓，挖掘出的铜斝内壁有白色水锈，器底外部有烟熏痕。
先秦典籍中的“斝”则多用于祼礼，即奠祭。《礼记》和《周礼》都有相关记载。不过如前所述，先秦典籍中“斝”与今日所称的“斝”是否为一物还有争议。

## 《紅樓夢》中的斝
在中國古典小説《紅樓夢》第四十一回中，寳、黛、釵到尼姑庵探訪妙玉。妙玉給寶釵喝茶的茶具，旁邊有一耳，杯上鐫著「𤫫瓟斝」三個隸字，後有一行小字「晉王愷珍玩」，又有「宋元豐五年四月眉山蘇軾見於秘府」一行小字。給黛玉的茶具形似缽而小，也有三個篆字，鐫著「杏犀䀉」。紅學家對這些器具以及其名稱的含義衆説紛紜。比如，沈從文認為「𤫫瓟斝」與「杏犀䀉」都是作者故意設計出來的假古董，意在諷刺妙玉的為人「做作、勢利和虛假」。周汝昌、劉心武等人則認為是諷刺寶釵和黛玉的。

## 延伸阅读
[在维基数据编辑]
 《欽定古今圖書集成·經濟彙編·考工典·斝部》，出自陈梦雷《古今圖書集成》